# Фёдоров, Иван Егорович
Ива́н Его́рович Фёдоров (1920—1994) — советский партийный и государственный деятель, председатель исполнительного комитета Липецкого промышленного областного Совета депутатов трудящихся (промышленного облисполкома) (1962—1964).

## Биография
И. Е. Фёдоров родился 4 августа 1920 года в деревне Погромное (ныне — Задонского района Липецкой области). Работал в исполкоме Юрьевского сельского Совета Задонского района, затем (до 1937) — председателем колхоза в деревне Погромное.
В 1937—1940 — на комсомольской работе. Участник Великой Отечественной войны.
В 1947 И. Е. Фёдоров направлен на партийную работу: в 1947—1950 — секретарь Измалковского райкома ВКП(б), в 1950—1954 — первый секретарь Чибисовского и Задонского райкомов ВКП(б)/КПСС, в 1954—1962 — заведующий отделом Липецкого обкома КПСС.
В феврале 1962 И. Е. Фёдоров избран заместителем председателя Липецкого облисполкома, а в декабре 1962 (после разделения региональных органов власти на промышленные и сельские) — председателем Липецкого промышленного облисполкома.
После объединения Советов 25 декабря 1964 И. Е. Фёдоров был избран первым заместителем председателя Липецкого облисполкома и проработал в этой должности до выхода на пенсию 3 декабря 1980 года.
Умер И. Е. Фёдоров 11 сентября 1994 года.

## Награды
- Орден Трудового Красного Знамени (дважды)
- Орден Красной Звезды